# Тадж-хан Каррані
Тадж-хан Каррані (бенг. তাজ খান কররানী; д/н —1566) — султан Бенгалії у 1564—1566 роках.

## Життєпис
Походив клану Каррані пуштунського племені Карлані. Воював під орудою падишаха Шер Шаха Сурі. Після смерті падишаха Іслам Шаха у 1554 році, Тадж-хан розпочав боротьбу з наступним султаном Мухаммад Аділь Шахом. Але у битві під Чатрамау зазнав поразки від сурідського військовика Хему, відступивши на схід. Разом з братами Імаду, Сулейман-ханом та Ходже-Ільясом отаборився в Хаваспур-Танді. Але в битв іна річці Ганг знову зазнав поразки.
За цим Тадж-хан перейшов на службу до бенгальського султана Багадур-шаха II. Після смерті останнього у 1561 році використав послаблення султанської влади, боротьбу сановнкиів та залежних раджів для утворення власного володіння. 1562 року повстав проти султана Джалал-шах, захопивши східну Бенгалію. Вступив також у протистояння з іншими афганськими кланами. У 1564 и повалив наступного султана Багадур-шаха III, оголосивши себе султаном. Невдовзі відновив єдність Бенгальськогос ултанату, остаточно відмовившись від зазіхань на держави Твіпра і Камата.
Помер 1566 року. Йому спадкував брат Сулейман-хан.